# Apatelarthron heteroclitum
Apatelarthron heteroclitum là một loài bọ cánh cứng trong họ Cerambycidae.